# Ричи Хотин
Ричи Хотин (енгл. Richie Hawtin; Оксфордшир, Енглеска, 4. јун 1970) је музички продуцент и ди-џеј, пионир минималног техна и детроит тренса који живи у Канади.
1990. године је са Џоном Аквавивом основао издавачку кућу Плус 8 а 1998. властиту кућу Минус.

## Псеудоними
- Plastikman
- F.U.S.E
- Concept 1
- Circuit Breaker
- The Hard Brothers
- Hard Trax
- Jack Master
- UP!

## Изабрана дискографија
- F.U.S.E.: Dimension Intrusion, 1993.
- Plastikman: Sheet One, 1993.
- Plastikman: Musik, 1994.
- Plastikman: Recycled Plastik, 1994.
- Richie Hawtin: Concept 1 96 VR, 1998.
- Richie Hawtin: Concept 1 96 CD, 1998.
- Plastikman: Consumed, 1998.
- Plastikman: Artifakts (bc), 1998.
- Richie Hawtin: Decks, EFX & 909, 1999.
- Richie Hawtin: DE9: Closer to the Edit, 2001.
- Richie Hawtin and Sven Väth: Sound of the Third Season, 2002.
- Plastikman: Closer, 2003.
- Richie Hawtin and Ricardo Villalobos Live at the Robert Johnson, Offenbach, Germany, 2004.
- Richie Hawtin: DE9: Transitions, 2005.
- Richie Hawtin: DE9 lite: Electronic Adventures (Produced with MixMag), 2006.
- Richie Hawtin : Minus Orange 1 Decks, EFX & 909, 2007.